# Gaspar Domínguez
Gaspar Roberto Domínguez Donoso (Santiago de Xile, 27 d'octubre de 1988) és un metge cirurgià i polític xilè, que va exercir de vicepresident de la Convenció Constitucional xilena entre el 5 de gener i el 4 de juliol de 2022.
Ha treballat com a metge general de zona a la província de Palena, una de les zones més aïllades de Xile. Com a part de la llista Independents No Neutrals, va ser electe el 2021 com a membre de la Convenció Constitucional xilena en representació del districte núm. 26, que inclou Palena i altres zones de la regió dels Lagos. Al gener de 2022 va assumir la vicepresidència de la Convenció, conjuntament amb la presidenta María Elisa Quinteros, i va exhaurir el càrrec quan l'òrgan es va dissoldre el juliol del mateix any.

## Trajectòria

### Família i estudis
Nascut a Santiago de Xile el 27 d'octubre de 1988, sent fill del pintor Sebastián Domínguez Wagner i l'artista Valeria Donoso Concha, és el quart de sis germans. Domínguez és obertament gai.
El 2006 es va diplomar al Liceu José Toribio Medina de Ñuñoa i l'any següent va ingressar a la Universitat de Xile per estudiar Medicina. Al desembre de 2014 va obtenir el títol de metge cirurgià. Posteriorment, entre el 2019 i el març de 2022, va cursar un màster de Salut pública a la mateixa universitat, gràcies a un beca de la Comissió Nacional d'Investigació Científica i Tecnològica (Conicyt).

### Experiència professional
Després de finalitzar els seus estudis de llicenciatura va decidir traslladar-se a la província de Palena per a exercir com a metge general de zona. A l'abril de 2015 va arribar a treballar al centre comunitari de salut familiar (Cecosf) d'Ayacara, una localitat costanera sense connectivitat terrestre. Durant més de dos anys va participar en les rondes mèdiques que realitzava el vaixell Cirujano Videla de l'Armada xilena al llarg de les costes de la província, atenent petits assentaments a les Illes Desertores, la península de Comau i altres sectors aïllats de la comuna de Chaitén.
Al novembre de 2017 va ser traslladat a l'hospital de Palena, cap a l'interior de la província homònima. A més de les atencions hospitalàries regulars, va continuar realitzant rondes mèdiques en zones aïllades del sector muntanyenc, com Califòrnia i Port Ramírez. També va participar en una sèrie d'iniciatives de salut pública en escoles de la zona, destacant la instal·lació de dispensadors de preservatius en els banys de l'Escola Roberto White de Palena, sent la primera iniciativa d'aquest tipus fora de la Regió Metropolitana de Santiago. Al febrer de 2019 va ser reconegut pel diari El Llanquihue de Puerto Montt com un dels 50 joves líders de la regió dels Lagos.

### Convenció Constitucional
A les eleccions constituents de Xile de 2021 va presentar candidatura com a representant del districte núm. 26, compost per la zona sud de la regió dels Lagos –incloent la província de Palena–. Per a l'elecció es va presentar dins de la llista «Independents Nova Constitució», pertanyent al col·lectiu Independents No Neutrals, i va realitzar una campanya principalment a través de xarxes socials. Durant la seva campanya, va promoure l'adopció d'una assegurança única de salut i enfortir el dret a la salut dins del text de la nova Constitució, incorporant el principi de solidaritat.
A les eleccions del 15 i 16 de maig, va obtenir un 4,89% dels vots, aconseguint així un dels contingents per a formar part de la Convenció Constitucional. Va ser un dels dos metges electes a la Convenció. A més, com un dels 8 membres electes identificats com a part de la comunitat LGBT va participar en la fundació de la «Xarxa Dissident Constituent», destinada a coordinar la visibilitat i representació de la diversitat sexual a la Convenció.
El 4 de juliol de 2021, a la sessió inaugural de la Convenció Constitucional, el seu nom va ser proposat per Independents No Neutrals per a ocupar la vicepresidència d'aquest organisme; a la primera votació va obtenir 11 preferències, no resultant electe. Durant la primera etapa de la Convenció, destinada a definir el seu reglament intern, va integrar la comissió transitòria de Descentralització, Equitat i Justícia Territorial. A l'octubre de 2021, després de l'aprovació del reglament de la Convenció, es va incorporar a la comissió temàtica de Drets Fonamentals.
Després de sis mesos de mandat, la Convenció va celebrar eleccions per a definir una nova taula directiva que reemplacés la liderada per la presidenta Elisa Loncón i el vicepresident Jaime Bassa. El 5 de gener, Domínguez va ser electe vicepresident de la Convenció Constitucional, obtenint el suport de 112 convencionals.